# عبدل فاتاوو ایسهاکو
عبدل فاتاوو ایسهاکو (انگلیسی: Abdul Fatawu Issahaku؛ زادهٔ ۸ مارس ۲۰۰۴) بازیکن فوتبال اهل غنا است.
وی همچنین در تیم‌های ملی فوتبال زیر ۱۷ سال غنا و غنا بازی کرده است.